# Ортоскопическое изображение
Ортоскопи́ческое изображе́ние — оптическое изображение, сохраняющее геометрическое подобие отображаемых предметов. При этом сохраняются их форма и пропорции, а прямые линии отображаются прямыми. Ортоскопическое изображение строят ортоскопические объективы с полностью или в значительной мере устраненной дисторсией.
В 3D-кинематографе, голографии и интегральной фотографии ортоскопическим называется такое изображение, в котором наблюдается прямой стереоэффект, то есть правый и левый глаза получают свои изображения стереопары, а распределение разности фаз на поверхности изображения объекта соответствует распределению разности фаз на поверхности объекта. Наблюдатель видит при этом «обычное» изображение объекта. В «необычном», или псевдоскопическом изображении, выпуклости могут соответствовать вогнутостям объекта и наоборот.